# Zöld aratinga
A zöld aratinga (Psittacara holochlorus) a madarak osztályának papagájalakúak (Psittaciformes) rendjébe és a papagájfélék (Psittacidae) családjába tartozó faj.

## Rendszerezése
A fajt Philip Lutley Sclater angol ornitológus írta le 1859-ben, a Conurus nembe Conurus holochlorus néven.

## Alfajai
- Psittacara holochlorus holochlorus (P. L. Sclater, 1859)
- Psittacara holochlorus brewsteri Nelson, 1928
- Psittacara holochlorus brevipes (Lawrence, 1871) – Egyes szervezetek faji szinten kezelik, mint Socorro-aratinga (Psittacara brevipes)[5][3]
- Psittacara holochlorus strenuus (Ridgway, 1915) – Egyes szervezetek faji szinten kezelik, mint Pacifikus aratinga (Psittacara strenuus)[5][3]

## Előfordulása
Mexikó, Guatemala, Honduras, Nicaragua és Salvador területén honos. Természetes élőhelyei a szubtrópusi vagy trópusi síkvidéki és hegyi esőerdők, cserjések, valamint másodlagos erdők. Állandó, nem vonuló faj.

## Megjelenése
Testhossza 32 centiméter.

## Természetvédelmi helyzete
Az elterjedési területe nagyon nagy, de csökken, egyedszáma még nagy, de szintén csökken. A Természetvédelmi Világszövetség Vörös listáján nem fenyegetett fajként szerepel.